# Christian Fuchs (Journalist)

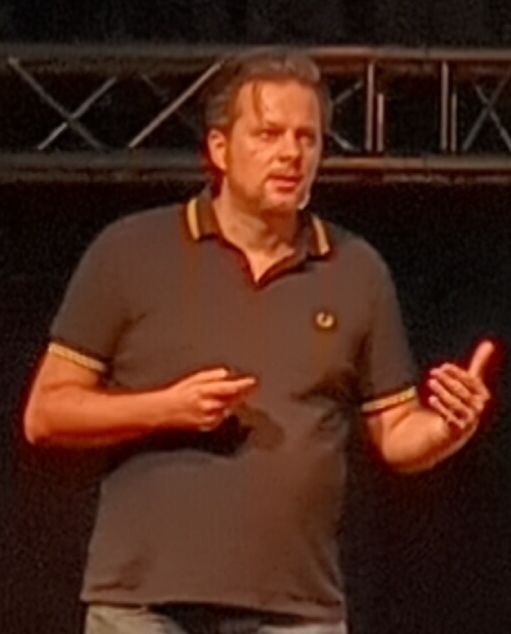
Christian Fuchs (2024)

Christian Fuchs (* 1979 in Halle (Saale)) ist ein deutscher Journalist und Autor. Er schreibt als Reporter für die Wochenzeitung Die Zeit.

## Leben
Fuchs wuchs in Leipzig und Weimar auf und absolvierte sein Abitur am Goethegymnasium Weimar. Er studierte Medienwissenschaft, Psychologie sowie Wirtschafts- und Sozialgeschichte an der Friedrich-Schiller-Universität Jena und wurde an der Henri-Nannen-Schule in Hamburg zum Redakteur ausgebildet. Seit 1998 schreibt er über Gesellschaft, Medien, Wirtschaft, Politik und urbane Kultur – mit einem Schwerpunkt auf Ostdeutschland. Er veröffentlichte unter anderem in der Tageszeitung Süddeutsche Zeitung, in den Wochenzeitschriften Die Zeit und Der Spiegel. Reportagen und Analysen von ihm erschienen auch in brand eins, Das Magazin, Süddeutsche Zeitung Magazin, Zeit Magazin und Vanity Fair.
Fuchs ist Autor des Spiegel-Bestsellers Das Netzwerk der Neuen Rechten (zusammen mit Paul Middelhoff). Er schrieb Geheimer Krieg über die deutsche Rolle im Krieg gegen den Terror der USA und hat mit Die Zelle das erste Sachbuch über die rechtsextremistische Terrorgruppe Nationalsozialistischer Untergrund (NSU) veröffentlicht, beides gemeinsam mit John Goetz. 2012 trat er in der TV-Dokumentarfilmreihe Die neuen Nazis auf, einer Koproduktion von Spiegel TV und ZDFinfo über die Geschichte und Entwicklungen des modernen Rechtsextremismus seit Mitte der 1960er Jahre. Er ist seitdem regelmäßig Gast in Talkshows, Nachrichtensendungen und Dokumentationen. Als Autor hat er zudem Dokumentarfilme für Arte, ARD und ZDF gedreht.
Sein Buch Geheimer Krieg war ausschlaggebend für den Start des Stückes Game of Drones 2015 am Staatstheater Mainz. Er berät Opern-, Tanztheater und Kinofilme bei politischen Themen, zum Beispiel den Spielfilm Je suis Karl , der 2021 Premiere auf der Berlinale feierte. 2016 gewann Fuchs mit dem Beitrag Game of Drones auf dem Reeperbahn Festival in Hamburg den weltweit ersten Reporter-Slam „Storylight live“, bei dem Journalisten aus dem Recherchealltag slammen. Für eine Geschichte über die rechtsextreme Terrorgruppe NSU in dem Comic-Buch Bruchlinien: Drei Episoden zum NSU (2019) war Fuchs beratend tätig.

## Ehrungen und Auszeichnungen
- 2008: Gewinner Recherche-Wettbewerb „Message – Internationale Zeitschrift für Journalismus“[7]
- 2008: NEON-Recherchestipendium[8]
- 2013: Gewinner CIVIS Medienpreis
- 2014: Shortlist Preis für die Freiheit und Zukunft der Medien
- 2014: Shortlist European Press Prize
- 2014: Nominiert für den Grimme-Preis
- 2014: Gewinner RIAS-Preis
- 2014: Gewinner „Journalisten des Jahres“[9]
- 2015: Gewinner Salus-Medienpreis
- 2015: Gewinner Ernst-Schneider-Preis
- 2016: Shortlist Deutscher Journalistenpreis
- 2016: Shortlist Henri-Nannen-Preis
- 2018: Gewinner Leuchtturm-Preis für besondere publizistische Leistung
- 2018: Gewinner Deutscher Reporterpreis
- 2019: Gewinner „Journalisten des Jahres“[10]
- 2022: Gewinner Deutscher Reporter:innenpreis
- 2024: Shortlist Stern-Preis
- 2024: Gewinner Medienpreis des Deutschen Bundestages

## Bücher
- Mitherausgeber: Trends der politischen Kommunikation. Lit, Münster 2003, ISBN 3-8258-7324-2.
- Leise schleicht's durch mein TV. Product Placement und Schleichwerbung im öffentlich-rechtlichen Fernsehen. Mensch und Buch, Berlin 2005, ISBN 3-89820-844-3.
- mit John Goetz: Die Zelle. Rechter Terror in Deutschland. Rowohlt, Reinbek bei Hamburg 2012, ISBN 978-3-498-02005-7.
- mit John Goetz: Geheimer Krieg. Wie von Deutschland aus der Kampf gegen den Terror gesteuert wird. Rowohlt, Reinbek bei Hamburg 2013, ISBN 978-3-498-02138-2.
- mit Paul Middelhoff: Das Netzwerk der Neuen Rechten. Wer sie lenkt, wer sie finanziert und wie sie die Gesellschaft verändern. Rowohlt, Reinbek bei Hamburg 2019, ISBN 978-3-499-63451-2.